# Азимут
Азимут  (арап. لسمت, изговара се као ас-сумут) је правац дефинисан са углом у хоризонталној равни, у сферном координатном систему. Вектор, од посматрача до циља у простору, нормално се пројектује на референтну хоризонталну раван, а угао између те пројекције и вектора од посматрача према северу, представља азимут. Овај начин дефинисања правца у простору има практичну примену у навигацији, геодезији, астрономији, геологији, топографији, артиљерији, итд. Типичан је пример мерење положаја звезда на небу, са појмом азимута. Звезда је тачка интереса (циљ), референтна раван је хоризонт или површина мора, а север је правац за усмерење референтног правца вектора.

## Навигација
У навигацији се азимут обично означава као алфа (α), што дефинише хоризонтални угаони положај тела, мерен у степенима (° ), у смеру казаљке на часовнику, од референтне линије према северу.
Тренутно је важеће у ваздухопловству, да је референтни положај авиона по азимуту, у општем навигационом контексту тачно у односу на север, ако је α = 0°. У сваком случају, азимут не може прећи већи број од 360° (пун круг), практично то је до границе 359° 59 '59 ".
Ово је најчешћа пракса и стандард. Неки навигациони системи користе и неке друге референтне границе.
|                         |                                     |
| Компас из 1910. године. | Дефиниција угла азимута са радаром. |

### Азимут у односу на север
| У односу на север | У односу на север | У односу на север | У односу на север |
| ----------------- | ----------------- | ----------------- | ----------------- |
| север             | 0° или 360°       | југ               | 180°              |
| север-североисток | 22,5°             | југ-југозапад     | 202,5°            |
| североисток       | 45°               | југозапад         | 225°              |
| исток-североисток | 67,5°             | запад-југозапад   | 247,5°            |
| исток             | 90°               | запад             | 270°              |
| исток-југоисток   | 112,5°            | запад-северозапад | 292,5°            |
| југоисток         | 135°              | северозапад       | 315°              |
| југ-југоисток     | 157,5°            | север-северозапад | 337,5°            |

## Срачунавање азимута
За положај на географској ширини {\displaystyle \ \phi _{1}}, нултој дужини, одреди се азимут из те тачке посматрања до тачке 2 на географској ширини {\displaystyle \ \phi _{2}}, дужине L (позитивно, према истоку). Може се добити задовољавајућа апроксимација, уз претпоставку да је Земља правилна сфера, да је азимут {\displaystyle \ \alpha } дат у облику функције:
{\displaystyle \tan \alpha ={\frac {\sin L}{(\cos \phi _{1})(\tan \phi _{2})-(\sin \phi _{1})(\cos L)}}}
У бољој апроксимацији претпоставља се да је Земља мало издужена сфера (сфероид), тада азимут има мало другачију математичку дефиницију. Нормални пресек за мерење угла азимута, са теоретског становишта, када је оса теодолита нормална на површину сфероида, тада је „геодетски азимут“ угао између севера и геодецког положаја тела. То је најкраћи пут на површини сфероида, од посматрача до тела. Разлика је обично занемарљиво мала. Ако је тело удаљено до 100 km, угаона разлика не прелази 0,03 arc tan.
У многим сајтовима се приказује прорачун геодетског азимута. Израчунавање је једноставније него што изгледа на први поглед, ознака GRS80/WGS84 подразумева сфероид, што је реалнија опција.
Једначина је задовољавајуће тачности, за било коју удаљеност. Ако је {\displaystyle \ r} одговарајућа вредност за издужење одабраног сфероида (нпр. 298,257223563 за WGS84), онда је:
{\displaystyle e^{2}\quad =\quad {\cfrac {2r-1}{r^{2}}}}
{\displaystyle (1-e^{2})\quad =\quad \left({\frac {r-1}{r}}\right)^{2}}
{\displaystyle \Lambda \quad =\quad (1-e^{2}){\frac {\tan \phi _{2}}{\tan \phi _{1}}}\quad +\quad e^{2}{\sqrt {\cfrac {1+(1-e^{2})(\tan \phi _{2})^{2}}{1+(1-e^{2})(\tan \phi _{1})^{2}}}}}
{\displaystyle \tan \alpha \quad =\quad {\frac {\sin L}{(\Lambda -\cos L)\sin \phi _{1}}}}
Ако је {\displaystyle \ \phi _{1}} = 0 онда је:
{\displaystyle \tan \alpha \quad =\quad {\frac {\sin L}{(1-e^{2})\tan \phi _{2}}}}

## Топографија (мапирање)
Постоји широк спектар топографских карти (мапа). Све оне садрже правце, дефинисане са азимутом из централне (реперне) тачке. Неки навигациони системи користе референтни правац југ, као у филипинској пракси. Међутим, било у коме правцу се користи основа (почетак мерења), ако је јасно дефинисано, сви системи су употребљиви.

## Астрономија
Азимут се користи у небеској навигацији, као правац положаја небеског тела у односу на посматрача. У модерној астрономији азимут се скоро увек мери од севера. У прошлим временима, било је уобичајено да се односи на југ, јер тада је нула у исто време када је угао сунчаног сата нула. То подразумева, да је звезде лакше позиционирати као да су распоређене на југу, међутим истина је за већину звезда, да су у северној хемисфери.

## Геологија
Азимут је угао ({\displaystyle \ \alpha }), који поред падног угла, представља један од величина, који се у геологији одређују као елементи пада. Такође, може се рећи да азимут представља одступање правца мерене праве од правца севера.

## Остали системи

### Праволинијско пењање
Ако је уместо мерења углова са и дуж хоризонта, од и дуж небеских екватора или небеских меридијана, ти углови се називају праволинијско пењање.

### Хоризонтске координате
У хоризонтском координатном систему, који се користи у небеској навигацији и за усмерење сателитских антена, азимут је један од две координате. Друга је надморска висина, која се понекад назива висина изнад хоризонта.

### Поларне координате
У поларном координатном систему, укључујући цилиндрични и сферни, азимут неке тачке је угао између позитивне „x“ осе и пројекције вектора у „x-y“ равни (компонента вектора у „x-y“ равни). У цилиндричним координатама {\displaystyle \ \theta } готово да се универзално користи за представљање азимута у математичкој апликацији, док за физичке апликације може да се за азимут користи и ознака {\displaystyle \ \phi }. Без обзира што постоје неколико конвенција у сферном координатном систему, азимут се обично означава са {\displaystyle \ \theta }, или {\displaystyle \ \phi }.

## Азимут и другим областима
Термин азимут, користи се у војном контексту код артиљерије и координације у оријентацији. У артиљеријским радњама, азимут се користи за дефиницију правца ватре.
Азимут у ваздухопловној навигацији се користи за дефиницију правца лета, као и податку о локацији ваздухоплова.
У рударству, азимут или меридијан угла је сваки угао који се мери у смеру казаљке на сату од било ког меридијана на референтној хоризонталној равни.